# Anomalotinea
Anomalotinea is een geslacht van vlinders van de familie echte motten (Tineidae), uit de onderfamilie Tineinae.

## Soorten
- A. almaella (Petersen, 1957)
- A. arabica (Petersen, 1961)
- A. cubiculella (Staudinger, 1859)
- A. chellalalis (Rebel, 1901)
- A. distinctella (Zagulajev, 1960)
- A. fulvescentella (Lucas, 1956)
- A. gardesanella (Hartig, 1950)
- A. inquinatella (Zeller, 1852)
- A. iranica (Petersen & Gaedike, 1984)
- A. leucella (Turati, 1926)
- A. liguriella (Millière, 1879)
- A. paepalella (Walsingham, 1907)